# Schwiebea talpa
Schwiebea talpa är en spindeldjursart som beskrevs av Oudemans 1916. Schwiebea talpa ingår i släktet Schwiebea och familjen Acaridae. Inga underarter finns listade i Catalogue of Life.